# فوجی‌فیلم دی‌ایکس-۱۰
فوجی‌فیلم دی‌ایکس-۱۰ (به انگلیسی: Fujifilm DX-10) یک دوربین عکاسی ساخت شرکت فوجی‌فیلم است.